# Великий Кристап (кінофестиваль)
Національний кінофестиваль «Великий Кристап» (латис. Nacionālais filmu festivāls Lielais Kristaps) — національний латвійський кінофестиваль. Вперше фестиваль був проведений у 1977 році (організатором події став Союз кінематографістів Латвійської РСР). До 1991 року кінофестиваль проводився щорічно, а сьогодні подія відбувається один раз на два або три роки.

## Категорії
- Найкращий фільм
- Найкращий документальний фільм
- Найкращий мультфільм
- Найкращий короткометражний фільм
- Найкращий сценарій
- Найкраща режисерська робота
- Найкраща акторка
- Найкращий актор